# Actinopora philippinensis
Actinopora philippinensis är en mossdjursart som beskrevs av Canu och Bassler 1929. Actinopora philippinensis ingår i släktet Actinopora och familjen Actinoporidae. Inga underarter finns listade i Catalogue of Life.